# Дублянська селищна громада
Дублянська селищна об'єднана територіальна громада — колишня об'єднана територіальна громада в Україні, в Самбірському районі Львівської області. Адміністративний центр — смт Дубляни.
Площа громади — 66,4 км², населення — 2963 мешканці (2021).
Утворена 12 серпня 2015 року шляхом об'єднання Дублянської селищної ради та Великоозиминської, Лукавської сільських рад Самбірського району.
Ліквідована 12 червня 2020 року шляхом включення до Новокалинівської громади.

## Населені пункти
До складу громади входять 1 смт (Дубляни) і 6 сіл:
- Велика Озимина
- Залужани
- Лука
- Майнич
- Мала Озимина
- Мала Хвороща

## Інфраструктура
На території громади є 2 школи, 1 дошкільний навчальний заклад, лікарня, амбулаторія, 4 ФАПи та 6 закладів культури.